# سانريو
شركة سانريو المحدودة (باليابانية: 株式会社サンリオ، بالروماجي: Kabushikigaisha Sanrio) هي شركة ترفيه يابانية متخصصة بتصميم وترخيص منتجات وشخصيات متعلقة بالجانب «الكاواي» من الثقافة اليابانية. تعد الشركة أحد أشهر علامات التسويق التجارية في العالم، ومن أشهر منتجاتها سلسلة شخصيات هالو كيتي.

## وصلات خارجية
- الموقع الرسمي